# Wilhelm Brenig
Wilhelm J. R. Brenig (* 4. Januar 1930 in Stadtoldendorf; † 12. Mai 2022 in Vaterstetten) war ein deutscher Physiker und Universitätsprofessor für Theoretische Physik an der Technischen Universität München.

## Leben
Wilhelm Brenig wurde nach seinem Physikstudium 1955 an der Universität Göttingen bei Richard Becker mit der Dissertation Über die Kopplungskräfte zwischen den Atomen im festen Körper zum Dr. rer. nat. promoviert. 1961 habilitierte sich er an der Technischen Hochschule München mit einer Arbeit zu einem kernphysikalischen Thema und wurde noch im selben Jahr als Nachfolger von Gerhard Hettner auf die ordentliche Professur für Theoretische Physik berufen. Von 1970 bis 1978 arbeitete er, beurlaubt in München, am Max-Planck-Institut für Festkörperforschung in Stuttgart, dessen erster Direktor er auch war. 2005 wurde er emeritiert.
Wilhelm Brenig starb im Mai 2022 im Alter von 92 Jahren in Vaterstetten.

## Wirken
Schwerpunkte seiner wissenschaftlichen Arbeit waren die Theoretische Festkörperphysik, insbesondere Oberflächenphysik, Statistische Physik und Streutheorie.
Sein zweibändiges Lehrbuch Statistische Theorie der Wärme ist auch heutzutage ein Standardlehrbuch in Kursvorlesungen zur Theoretischen Physik. Zahlreiche seiner akademischen Schüler, ob Diplomanden, Doktoranden oder Postdocs, sind zu Professoren der Theoretischen Physik berufen worden, u. a. Herbert Wagner, Franz Wegner, Heinz Horner, Eberhard K. Riedel, Hans-Jürgen Mikeska und Kurt Schönhammer. 
Sein älterer Sohn Wolfram Brenig ist Professor für Theoretische Physik an der Technischen Universität Braunschweig und sein jüngerer Sohn Bertram Brenig ist Professor für Molekularbiologie der Nutztiere an der Georg-August-Universität Göttingen und Leiter des dortigen Tierärztlichen Instituts der Georg-August-Universität Göttingen.
Wilhelm Brenig war seit 1981 ordentliches Mitglied der Bayerischen Akademie der Wissenschaften.

## Schriften
- Statistische Theorie der Wärme, Springer, 3. Auflage 1992